# 指缘螺
指缘螺（学名：Cryptospira dactylus）是新腹足目穀米螺科的一個物種。

## 分佈
主要分布于印度尼西亚、中国大陆，常栖息在潮下带。

## 外部連結
- 維基物種上的相關：指缘螺